# Linus Gerdemann
Linus Gerdemann (Münster, 16 september 1982) is een voormalig Duits wielrenner.
Gerdemann reed vanaf 2003 bij een klein semi-professioneel Duits team maar werd in mei 2005 opgepikt door Bjarne Riis die hem een contract voor diens ploeg CSC aanbood. Dat bleek geen slechte keus, want Gerdemann werd prompt derde in de Ronde van Beieren en won, anderhalve maand na zijn contract bij CSC, een etappe in de Ronde van Zwitserland. Ook reed hij in dat jaar meteen zijn eerste grote ronde, de Ronde van Spanje. In 2006 stapte Gerdemann over naar het Duitse T-Mobile Team en diens opvolgers Team High Road en Team Columbia.
In 2007 won Linus Gerdemann de 7e etappe van de Tour de France. Hij behaalde voor deze etappe ook het rode rugnummer en veroverde de gele en witte trui. De daaropvolgende etappe zou hij zijn gele trui kwijtraken aan Michael Rasmussen. In 2008 was Gerdemann de sterkste in de Ronde van Duitsland. Eind 2008 maakte hij bekend dat hij over ging stappen naar het Duitse Team Milram, waar hij kopman werd voor het rondewerk.
Vanaf seizoen 2011 kwam Gerdemann uit voor Team Leopard-Trek. In 2012 was hij actief voor de fusieploeg RadioShack-Nissan-Trek. In 2013 zat hij een jaar zonder ploeg.

## Carrière
Gerdemann werd in 2004 Duits kampioen bij de beloften. In 2005 tekende de Duitser zijn eerste profcontract bij Team CSC Saxo Bank. Gerdemann wist dat jaar een etappe te winnen in de Ronde van Zwitserland. Vanaf dat moment werd hij bestempeld als een groot Duits wielertalent. Het jaar daarop, in 2006, koos Gerdemann voor het grote Duitse T-Mobile Team. De Duitser werd dat jaar 6e in het algemeen klassement van de Ronde van Catalonië en 7e in het algemeen klassement van de Ronde van Zwitserland. Gerdemann was verrast toen hij in juni 2007 hoorde dat hij mocht starten in de Tour de France. De toen 24-jarige allrounder won de 7e etappe over de Col de la Colombière en nam de gele trui over van Fabian Cancellara. Dit betekende zijn doorbraak als profwielrenner. Gerdemann was nog jong en onervaren om te leiderstrui te verdedigen en hij verloor hem aan Michael Rasmussen. Uiteindelijk eindigde hij als 36e in het eindklassement. Het jaar 2008 was een droomjaar voor Gerdemann. Hij reed sterk en won veel koersen, waarvan het algemeen klassement van de Ronde van Duitsland 2008 het meest voor hem betekende. Ondanks het mooie jaar reed Gerdemann geen grote ronde. Hij was dat jaar ingepland voor de Tour de France, maar een val in de Tirreno-Adriatico, waar hij zeer sterk voor de dag kwam, voorkwam dat hij daar aan de start verscheen.
Team Milram, een Duits wielerteam, contracteerde Gerdemann in 2009 als kopman voor het rondewerk. Het grote doel voor de Duitser was om dat jaar een goed klassement in de Tour de France te rijden. Dit lukte niet door een gebrek aan topvorm. Uiteindelijk eindigde hij als 22e in het eindklassement. Gerdemann wilde revanche in de Ronde van Spanje. Daar leek hij op weg naar een mooie etappezege, maar hij ging hard onderuit in een afdaling. Vervolgens gaf hij op in de rit die volgde. Hij won dat jaar wel het algemeen klassement van de Bayern Rundfahrt en hij werd 7e in het algemeen klassement van de Tirreno-Adriatico. Na in het voorjaar van 2010 de Trofeo Inca en de 1e etappe van de Tirreno-Adriatico gewonnen te hebben, probeerde Gerdemann het in de Ronde van Italië. Hij had nog nooit de Giro d’Italia gereden en hij wilde in 2010 voor een goed klassement gaan. Alles leek goed te gaan: Gerdemann reed met de beste mannen omhoog en stond na twee weken koersen mooi in de Top 10. In de derde week kreeg de onfortuinlijke Duitser last van een stevige bronchitis. Hij zag zijn positie dalen in het algemeen klassement. Uiteindelijk werd hij nog op een knappe manier 16e in het eindklassement. In de Tour de France leek het dan te gaan gebeuren, maar Gerdemann viel op de kasseien in de 3e etappe waardoor hij niet meer in staat was om een goed klassement te rijden. Gerdemann offerde zich op voor zijn Oostenrijkse ploeggenoot Thomas Rohregger, maar die wist ook geen goed klassement meer te rijden.
In 2011 verkaste Gerdemann naar Team Leopard nadat Team Milram was opgeheven. Gerdemann werd bij Leopard voornamelijk gebruikt als knecht van Andy Schleck. In de kleinere rondes mocht hij nog wel als kopman rijden. Hij won dat jaar een etappe in Ronde van Luxemburg en vervolgens het algemeen klassement van deze ronde. In 2012 fuseerde Team Leopard met Team RadioShack. De ploeg werd RadioShack-Nissan-Trek genoemd. Gerdemann mocht de Ronde van Frankrijk niet rijden, maar was wel een van de speerpunten voor het klassement in de Vuelta a España. In de eerste week reed Gerdemann goed omhoog, maar uitgerekend weer een valpartij in de zevende etappe zorgde ervoor dat eventuele klassementsambities direct in de prullenbak konden worden gegooid. Gerdemann viel in de 18e etappe nogmaals, waarna hij opgaf. In het najaar van 2012 werd bekend dat Gerdemann geen nieuw contract kreeg aangeboden bij Team RadioShack-Nissan-Trek. Vervolgens vond hij geen nieuwe ploeg meer voor het seizoen 2013. Eind augustus 2013 tekende de Duitser bij het Afrikaanse MTN-Qhubeka.
In 2014 keerde Gerdemann terug op de wielerwegen. Het werd een wisselvallig seizoen, wederom gekenmerkt door ziektes en valpartijen. De grootste highlights van het seizoen waren winst in een etappe in de Ronde van Azerbeidzjan en het bergklassement in deze ronde. Gerdemann was vanwege een darminfectie afwezig in de Tirreno-Adriatico, waar hij een goed klassement had willen rijden. De Duitser startte vervolgens met ambities zijn favoriete wedstrijd, de Ronde van Zwitserland, maar al snel kreeg hij last van een hardnekkige verkoudheid. Gerdemann werd vervolgens niet geselecteerd voor de Ronde van Spanje, waarvoor zijn ploeg MTN-Qhubeka een wildcard had ontvangen.
Eind 2014 werd bekend dat Gerdemann transfereerde naar het Deense Cult Energy Pro Cycling.
Het seizoen 2015 begon zeer sterk: hij werd in de laatste 100 meter afgehouden van winst in de Trofeo Laigueglia en hij werd 5e in de GP di Lugano. Vervolgens won Gerdemann de 2e etappe van de Ronde van Luxemburg en daarnaast won hij voor de tweede keer in zijn carrière het eindklassement in deze ronde.
Gerdemann is het beste te omschrijven als een ‘allroundertype’. Hij rijdt over het algemeen goed omhoog in bergetappes. In pittige heuveletappes komt de Duitser vaak het beste tot zijn recht. Daarnaast beschikt Gerdemann over sterke tijdritcapaciteiten. Ook kan hij sprints winnen in kleine groepen.

## Belangrijkste overwinningen
2004
- Duits kampioen op de weg, Beloften

2005
- 7e etappe Ronde van Zwitserland

2007
- 7e etappe Ronde van Frankrijk

2008
- 3e etappe Ronde van de Ain
- Eindklassement Ronde van de Ain
- 1e etappe Ronde van Duitsland
- Eindklassement Ronde van Duitsland
- Coppa Agostoni

2009
- Eindklassement Ronde van Beieren

2010
- Trofeo Inca
- 1e etappe Tirreno Adriatico

2011
- 2e etappe Ronde van Luxemburg
- Eindklassement Ronde van Luxemburg

2014
- 4e etappe Ronde van Azerbeidzjan
- Bergklassement Ronde van Azerbeidzjan

2015
- 2e etappe Ronde van Luxemburg
- Eindklassement Ronde van Luxemburg

## Resultaten in voornaamste wedstrijden
| Jaar | Ronde van Italië | Ronde van Frankrijk | Ronde van Spanje |
| ---- | ---------------- | ------------------- | ---------------- |
| 2005 |                  |                     | 72e              |
| 2006 |                  |                     |                  |
| 2007 |                  | 36e (1)             |                  |
| 2008 |                  |                     |                  |
| 2009 |                  | 22e                 | opgave           |
| 2010 | 16e              | 84e                 |                  |
| 2011 |                  | 58e                 |                  |
| 2012 |                  |                     | opgave           |
| 2013 |                  |                     |                  |
| 2014 |                  |                     |                  |
| 2015 |                  |                     |                  |
| 2016 |                  |                     |                  |

| Jaar | Milaan-San Remo | Amstel Gold Race | Luik-Bast.‑Luik | Waalse Pijl |  | WK op de weg |  | Wereldranglijsten |
| ---- | --------------- | ---------------- | --------------- | ----------- |  | ------------ |  | ----------------- |
| 2005 |                 |                  |                 |             |  |              |  | 175e (UPT)        |
| 2006 |                 |                  |                 |             |  | opgave       |  | 65e (UPT)         |
| 2007 |                 |                  |                 |             |  |              |  | 116e (UPT)        |
| 2008 |                 |                  |                 |             |  |              |  | 18e (UPT)         |
| 2009 |                 | 53e              | 88e             |             |  |              |  | 108e (UWK)        |
| 2010 | 19e             |                  | 36e             |             |  |              |  | 138e (UWK)        |
| 2011 | 25e             |                  |                 |             |  |              |  | 169e (UWT)        |
| 2012 |                 |                  |                 |             |  |              |  | 81e (UWT)         |
| 2013 |                 |                  |                 |             |  |              |  |                   |
| 2014 |                 |                  |                 | 96e         |  |              |  |                   |
| 2015 |                 | opgave           |                 |             |  |              |  |                   |
| 2016 |                 |                  |                 | opgave      |  |              |  |                   |

| Resultaten in Rondes |                 |                     |                          |             |                   |                    |                      |                       |                     |                 |            |                      |
| Jaar                 | Tour Down Under | Ronde van Catalonië | Ronde van het Baskenland | Parijs-Nice | Tirreno-Adriatico | Ronde van Romandië | Ronde van Californië | Ronde van Zwitserland | Ronde van Duitsland | Ronde van Polen | Eneco Tour | Ronde van Oostenrijk |
| 2005                 |                 |                     |                          |             |                   |                    |                      | 51e (1)               |                     |                 |            | 50e                  |
| 2006                 |                 | 6e                  |                          | 21e         |                   |                    |                      | 7e                    |                     |                 |            |                      |
| 2007                 |                 | 63e                 |                          |             | 18e               |                    |                      | 20e                   | 14e                 |                 |            |                      |
| 2008                 |                 |                     |                          |             | DNF               |                    |                      |                       | 1e (1)              |                 |            |                      |
| 2009                 |                 |                     | DNF                      |             | 7e                |                    |                      | 41e                   |                     |                 |            |                      |
| 2010                 |                 |                     | DNF                      |             | DNF(1)            |                    |                      |                       |                     |                 | 56e        |                      |
| 2011                 |                 | 46e                 |                          | 18e         |                   | 11e                | 11e                  | 24e                   |                     |                 | 10e        |                      |
| 2012                 | 12e             |                     |                          |             |                   |                    |                      | 30e                   |                     | 5e              | 59e        |                      |
| 2013                 |                 |                     |                          |             |                   |                    |                      |                       |                     |                 |            |                      |
| 2014                 |                 |                     |                          |             |                   |                    |                      | 70e                   |                     |                 |            |                      |
| 2015                 |                 |                     |                          |             |                   |                    |                      |                       |                     |                 |            | 60e                  |

## Ploegen
- 2005– Team CSC (vanaf 01/05)
- 2006– T-Mobile Team
- 2007– T-Mobile Team
- 2008– Team Columbia
- 2009– Team Milram
- 2010– Team Milram
- 2011– Team Leopard-Trek
- 2012– RadioShack-Nissan-Trek
- 2013– Geen ploeg
- 2014– MTN-Qhubeka
- 2015– Cult Energy Pro Cycling
- 2016– Stölting Service Group